# Memnonia Sulci
I Memnonia Sulci sono una struttura geologica della superficie di Marte.